# Сіманто (Коті)
Шіманто́ (яп. 四万十市, しまんとし, МФА: [ɕimanto ɕi̥]?) — місто в Японії, в префектурі Коті. Розташоване в західний частині префектури.    Отримало статус міста 2005 року. Площа становить 632,42 км². Станом на 1 липня 2012 року населення складало 35 459  осіб, густота населення — 56,1 осіб/км².     

## Демографія
Згідно з даними перепису населення Японії, населення Шіманто почало більш активно скорочуватись з початку 2000 року. Станом на 1 жовтня 2020 року населення складало 32 694 осіб, з яких чоловіків — 15 455 осіб, жінок — 17 239 осіб. Густота населення — 51,71 осіб/км².

## Уродженці
- Тані Татекі — японський військовик.